# Пепеляев, Пётр Кузьмич
Пепеляев Пётр Кузьмич (14 июня 1920 — 6 октября 1955) —  старший разведчик 178-го гвардейского артиллерийско-миномётного полка 5-й гвардейской кавалерийской дивизии 3-го гвардейского кавалерийского корпуса, гвардии сержант, Полный кавалер ордена Славы.

## Биография
Пётр Кузьмич Пепеляев родился 14 июня 1920 году в деревне Турналы ныне Салаватского района Башкортостана в крестьянской семье.
Русский. Член ВКП(б)/КПСС с 1943 года. Окончил 7 классов. Работал в колхозе трактористом.
В Красную Армию призван в октябре 1940 года Салаватским райвоенкоматом Башкирской АССР. В боях Великой Отечественной войны с июля 1941 года. Участвовал в боях за Сталинград, в освобождении Донбасса. Находясь в боевых порядках пехоты, подавил десятки вражеских огневых точек. Был награждён медалью «За отвагу».
В 1946 году гвардии старшина Пепеляев П. К. демобилизован. Вернулся в родную деревню, работал рабочим на железнодорожной станции Мурсалимкино, затем шофёром в колхозе. Жил в деревне Карагулово Салаватского района Башкирии.
Трагически погиб 6 октября 1955 года.

## Подвиг
Старший разведчик 178-го гвардейского артиллерийско-миномётного полка (5-я гвардейская кавалерийская дивизия, 3-й гвардейский кавалерийский корпус, 1-й Прибалтийский фронт) гвардии сержант Пётр Пепеляев 22 декабря 1943 года в 20-и километрах юго-западнее города Городок Витебской области Белоруссии, действуя в боевом порядке эскадрона, обнаружил вражескую батарею и, корректируя огонь своих орудий, способствовал её подавлению. В разведке обнаружил скопление немцев и сообщил об этом командованию. Вражеская группа огнём советской артиллерии была частично рассеяна и истреблена.
Указом Президиума Верховного Совета СССР от 15 января 1944 года «за образцовое выполнение заданий командования в боях с немецко-фашистскими захватчиками» гвардии сержант Пепеляев Пётр Кузьмич награждён орденом Славы 3-й степени (№ 61278).
4 июля 1944 года старший разведчик 178-го гвардейского артиллерийско-миномётного полка (5-я гвардейская кавалерийская дивизия, 3-й гвардейский кавалерийский корпус, 3-й Белорусский фронт) гвардии сержант Пепеляев П. К. у деревни Красное Молодечненского района Минской области Белоруссии был ранен, но продолжал корректировать огонь.
Указом Президиума Верховного Совета СССР от 10 августа 1944 года «за образцовое выполнение заданий командования в боях с немецко-фашистскими захватчиками» гвардии сержант Пепеляев Пётр Кузьмич награждён орденом Славы 2-й степени (№ 2988).
27 января 1945 года гвардии сержант Пётр Пепеляев, воюя в составе 2-го Белорусского фронта, в бою за населённый пункт Гросс-Дамерау, расположенный в 10-и километрах севернее города Алленштайн, ныне Олыптын (Польша), содействовал подавлению батареи противника и пулемётной точки. 29 января 1945 года в бою за населённый пункт Гудник, находящийся в 10-и километрах юго-западнее города Вормдитт, ныне Орнета (Польша), по целеуказаниям гвардии сержанта Пепеляева артиллерийским огнём были уничтожены две вражеские автомашины с боеприпасами и много живой силы. 30 января 1945 года в 13-и километрах юго-западнее города Вормдитт бесстрашный артиллерийский разведчик был тяжело ранен, но остался в строю.
Указом Президиума Верховного Совета СССР от 10 апреля 1945 года «за образцовое выполнение заданий командования в боях с немецко-фашистскими захватчиками» гвардии сержант Пепеляев Пётр Кузьмич награждён орденом Славы 1-й степени (№ 884), став полным кавалером ордена Славы.

## Награды
- Орден Славы трёх степеней
- Медаль «За отвагу»